# Pulau Bohey Dulang
Pulau Bohey Dulang oder Pulau Boheydulang ist eine zum malaysischen Bundesstaat Sabah gehörende Insel am Zugang der zur Celebessee offenen Darvel Bay. Die bewaldete Insel liegt etwa 25 Kilometer nordöstlich von Semporna. Die Insel erstreckt sich 2,6 Kilometer in nördlicher Richtung und ist bis zu 1,35 Kilometer breit. Die Insel wird vom Gunung Boheydulong dominiert, der steil auf 353 Meter Höhe ansteigt und wegen seiner markanten Form bereits von der Bucht von Sibuku aus sichtbar ist. Auf seiner Spitze steht ein Sendemast. Zusammen mit Pulau Gaya bildet die Insel eine nach Süden geöffnete, halbmondförmige Bucht.